# Once Upon a Knight
Once Upon a Knight (tạm dịch: Hiệp sĩ ngày xưa) là trò chơi máy tính thuộc thể loại nhập vai (RPG) kết hợp chiến thuật thời gian thực (RTS) do hãng Reality Pump phát triển và Atari phát hành vào năm 2003. Phiên bản châu Âu đổi tựa thành KnightShift và được phát hành vào ngày năm 2004. Ngoài ra hãng TopWare Interactive còn tung ra phiên bản đặc biệt (Special Edition) vào năm 2006 tại thị trường Bắc Mỹ.

## Cốt truyện
Trò chơi bắt đầu bằng câu chuyện về một chàng hoàng tử ở một vùng đất xa xưa. Bấy giờ, quỷ dữ cũng như pháp sư ác độc đã cấu kết với nhau nhằm bành trướng sức mạnh và chàng hoàng tử đã quyết tâm trừ khử chúng. Song thật đáng tiếc là do lỗi lầm ngớ ngẩn của một pháp sư, hoàng tử đã bị chuyển đến một nơi hoàn toàn xa lạ. Vài năm sau, nhờ một vài vị pháp sư tốt bụng giúp đỡ, chàng hoàng tử mới có thể bắt đầu chuyến phiêu lưu trở về vùng đất của mình đi cùng với những người bạn đồng hành dũng cảm sẵn sàng ra tay trừ gian diệt bạo, hành hiệp trượng nghĩa, đồng lòng phò tá hoàng tử giành lại vương quốc xưa kia.

## Cách chơi
Xuyên suốt cuộc hành trình này, người chơi sẽ có dịp tham gia trò chơi theo nhiều dạng như giải câu đố, xây dựng căn cứ, nâng cấp nhân vật, điều binh khiển tướng… và mặc dù game là cả một sự pha trộn giữa những pha hành động chặt chém của Diablo và những suy tính chiến thuật đặc trưng thường thấy của những game dàn trận thông thường khác, tuy sự pha trộn này không có gì nổi bật, nói đúng ra là lối chơi không có gì đặc biệt, mà chỉ rập khuôn lại những tính năng từ các game cùng thể loại khác cộng với một kịch bản dở tệ sẽ khiến người chơi mau chán, không còn hứng thú tiếp tục trò chơi nữa.

## Hình âm
Về mặt đồ họa, game sử dụng khá nhiều hiệu ứng như mưa gió, sấm chớp… cùng những công trình, trang phục, vũ khí và họa tiết đều được mô phỏng tàm tạm, có đôi chỗ chưa được xử lý kỹ lưỡng, tạo cảm giác mọi thứ xung quanh nhân vật chính trông có vẻ giả tạo. Cũng như mọi trò chơi 3D đặc trưng khác, người chơi có thể phóng to, thu nhỏ tùy ý, nhìn chung mảng đồ họa chỉ ở mức trung bình khá tính vào thời điểm mà game ra mắt công chúng.
Điểm nổi trội nhất của game thể hiện ở nét hài hước và phần nhạc nền. Những đoạn phim mở đầu và phần âm nhạc của game đều mang đậm chất châu Âu thời Trung cổ, dù đôi lúc game thường lặp đi lặp lại những khúc nhạc nhạt nhẽo, phong cách hài hước theo kiểu cổ xưa đều được mô tả khá chi tiết qua cử chỉ, điệu bộ của nhân vật. Nét nhấn này được giữ nguyên trong suốt toàn bộ game thông qua việc tạo hình nhân vật cùng những lời thoại của họ. Những lời thoại sử dụng khá nhiều từ ngữ cổ cho phù hợp với bối cảnh của trò chơi.